# 梧桐山盘山公路
梧桐山盘山公路（广东省878县道，沙径线）是由深圳市罗湖区莲塘绕梧桐山到盐田區沙头角的县级公路，全长6.14公里；为双向二车道。在梧桐山隧道开通之前是从罗湖区到盐田区的唯一通道。现在正将其部分路段增加城市绿道，以便行人和自行车通行，并于2018年第三季度完工。

## 公路概况
- 路线名称：沙径线
- 路线编号：X878
- 技术等级：山区三级公路（2002年前为山区四级公路）
- 行政等级：县道
- 行车道数量：双向二车道
- 路面材质：水泥或沥青
- 全长：6.14公里
- 最高海拔落差：大于600米[3]
- 弯道：大于80个[3]
- 路宽：12m（2002年前为6至7米）[4]
- 限速：30km/h[4]
- 限行：3.5吨以上的大货车[4]

## 历史
原本此公路仅用作边防巡逻和一般人员来往使用，现在仍可看到沿路而起的边防管理线铁丝网和位于公路制高点的伯公坳哨所。
在1987年梧桐山隧道单洞开通前曾是罗湖往来沙头角的唯一通道，然而那时的盘山公路还是砂石和黄土为主的山路，只有六米宽，而且坡陡弯多，路况恶劣，不熟路况的人极易发生车祸。
即使在梧桐山隧道通车后，也有不少司机为了节省过路费而选择盘山公路。而深圳市政府为了试图缓解因梧桐山隧道收费以及隧道车流增多造成的交通堵塞问题，于2001年斥资1.18亿对本路进行以拓宽硬化为主的升级改造，并于2002年完工。
不过在深盐二通道通车以及梧桐山隧道取消收费的分流作用下，绕山走的盘山公路车流量大减，机动车日行车流量从最高峰期的一万辆降到仅为五百辆。公路变成了免费练车场，违法飙车族也随之增多。同时，沿路优美的风光和机动车流量剧减吸引自行车爱好者或者驴友来本路结伴经盘山公路骑行或步行至梧桐山，也吸引不少莲塘和沙头角等地的居民沿路踏青游玩。人车争道带来一定的交通隐患。改造盘山公路成绿道的呼声也日益强烈。
2017年5月，在梧桐山隧道首次大修完工后，盐田区政府启动对梧桐山盘山公路的改造和增设绿道和绿化的工程，并在2018年第三季度完工。

## 图片

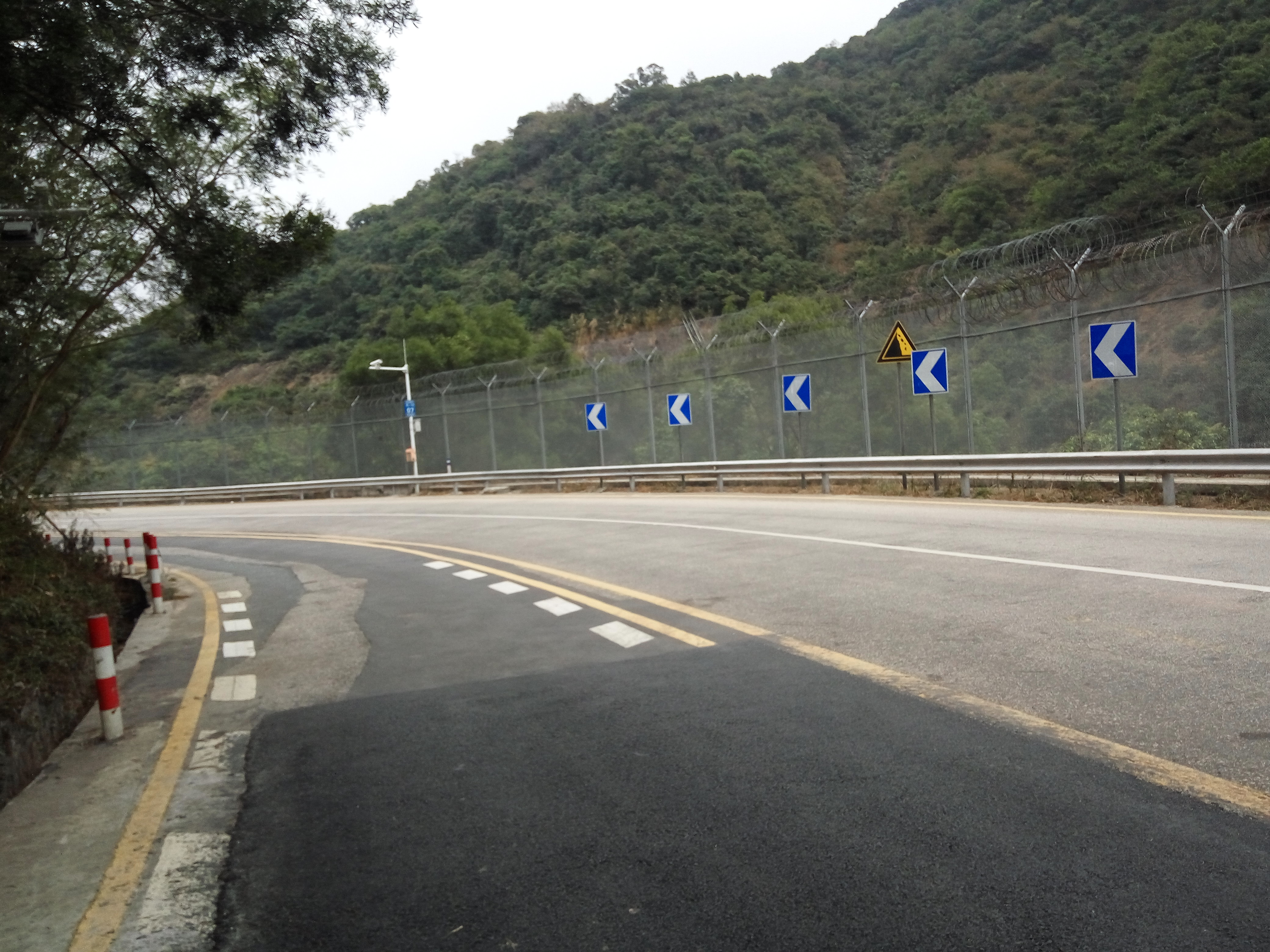
梧桐山盘山公路弯道
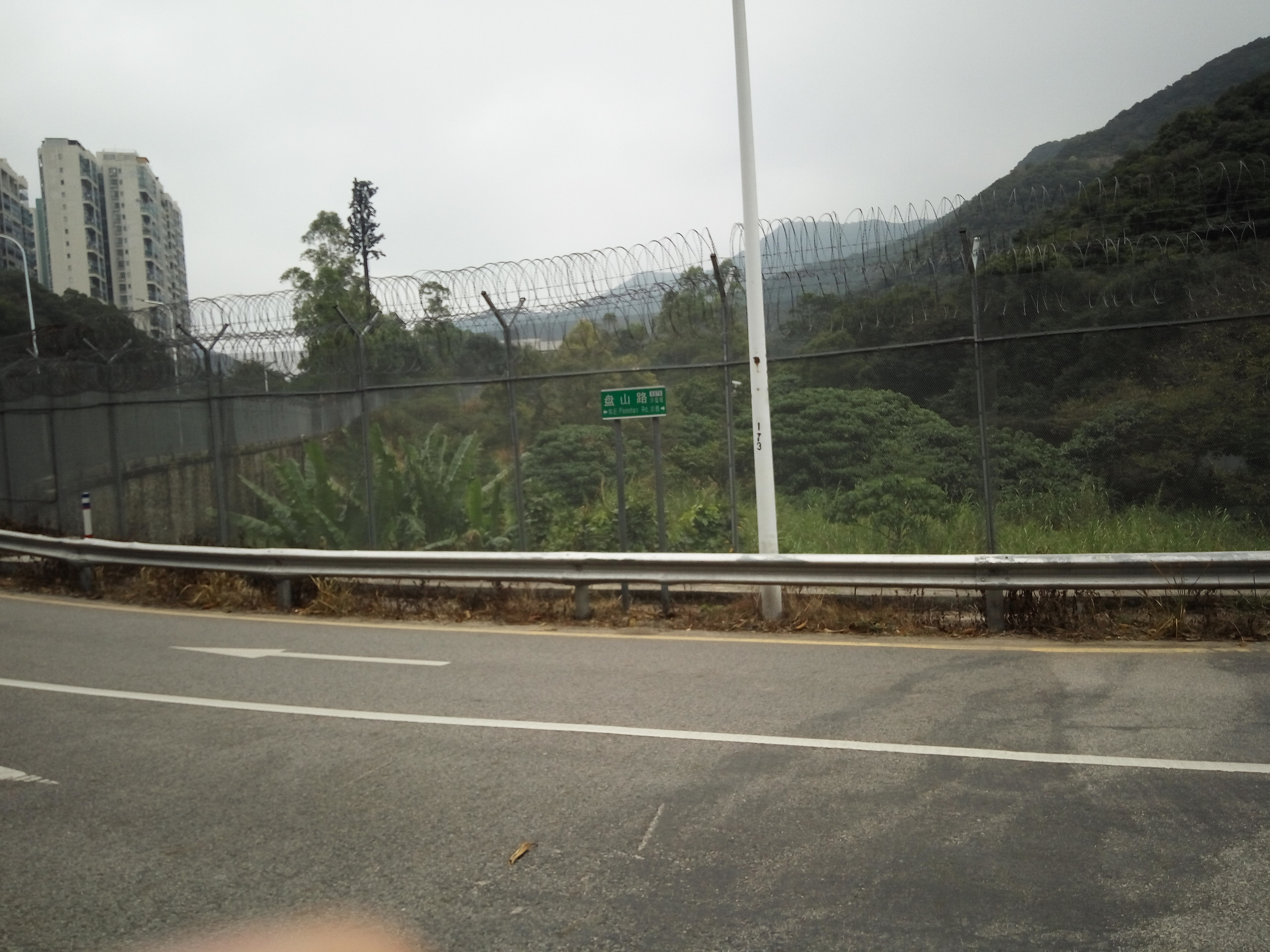
梧桐山盘山公路路牌及深港边境铁丝网，对面乃香港边界禁区
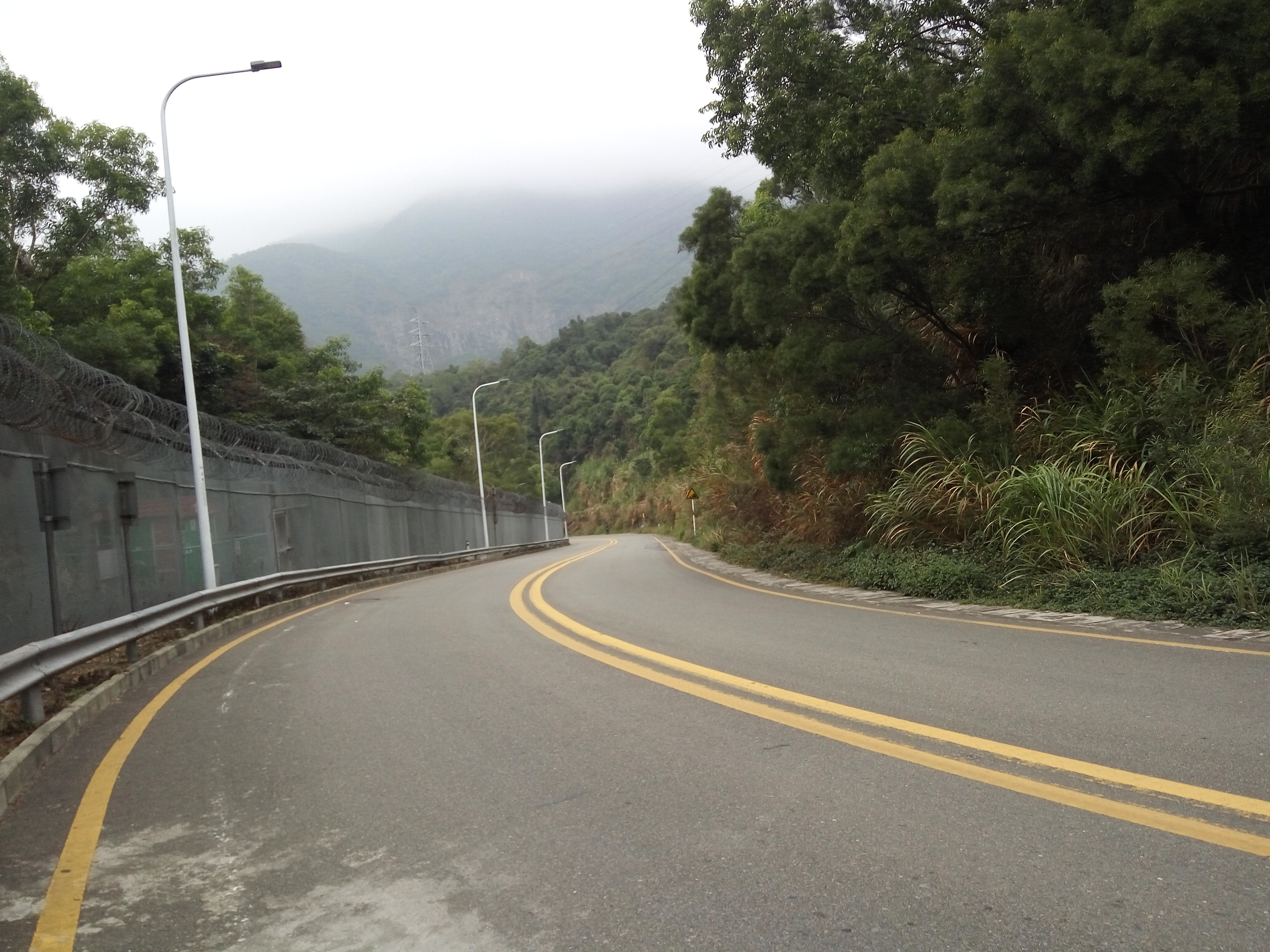
梧桐山盘山公路弯道
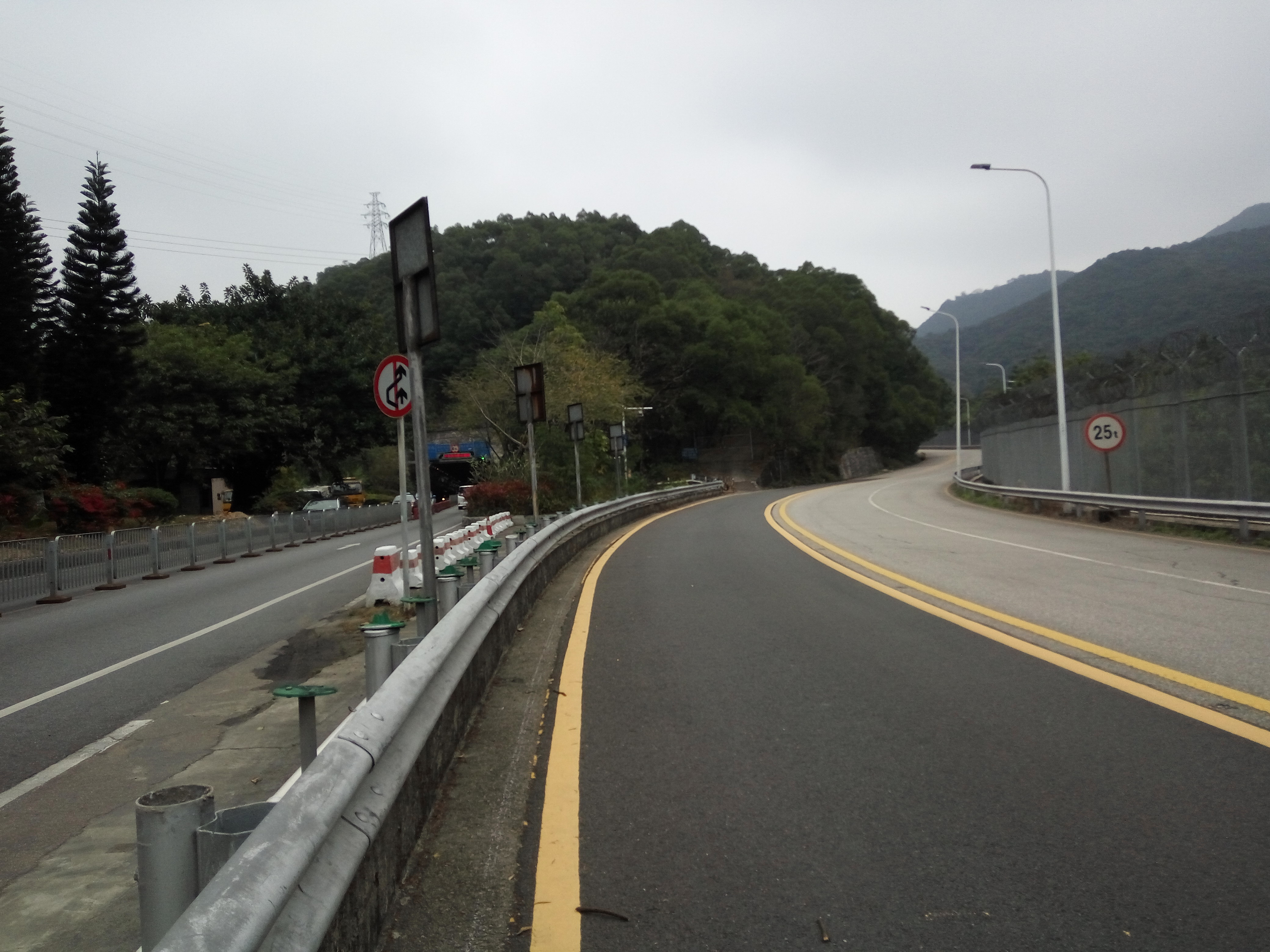
梧桐山盘山公路与罗沙公路的并行段，右边为盘山公路。
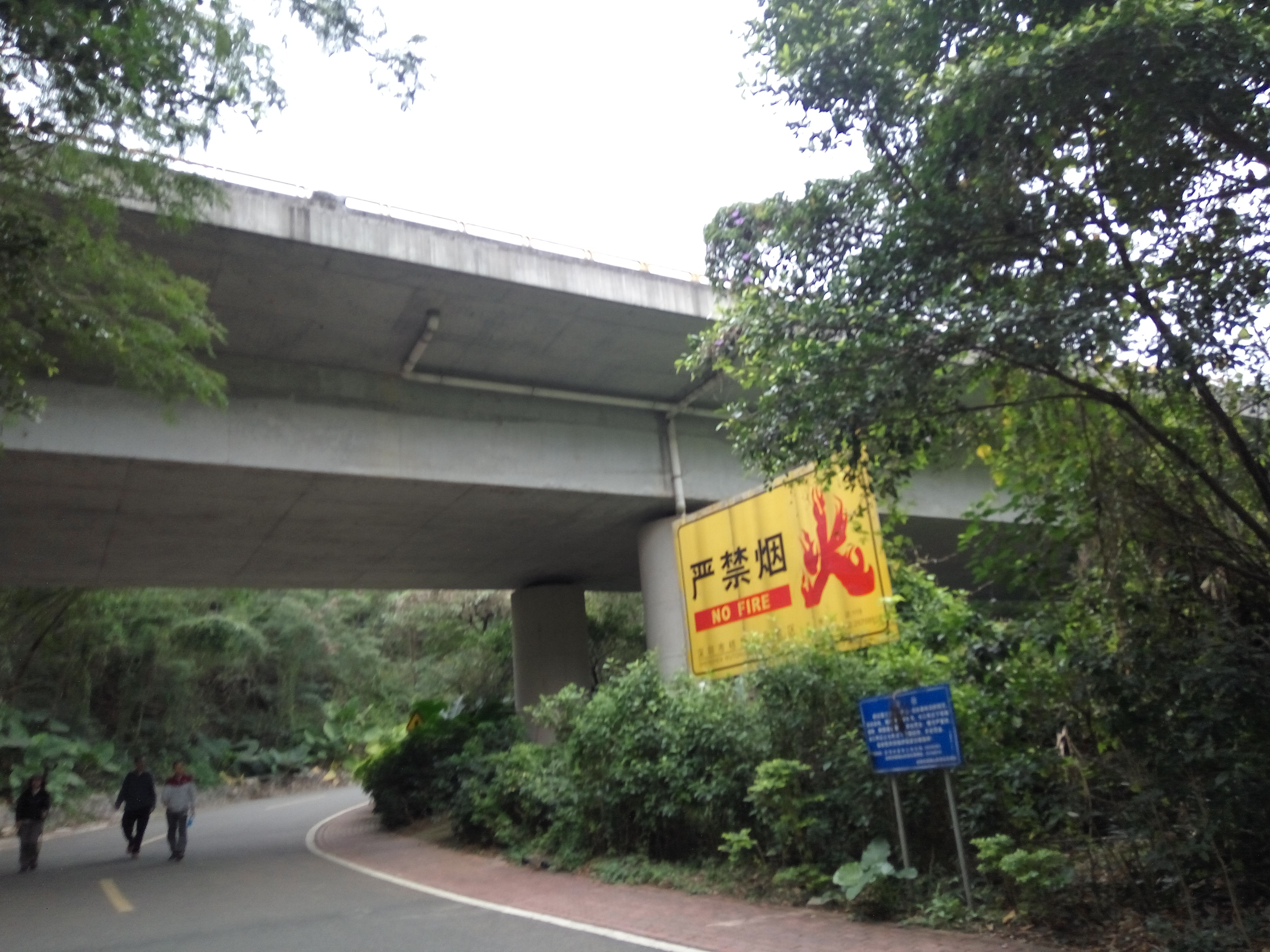
深盐二通道跨过梧桐山盘山公路
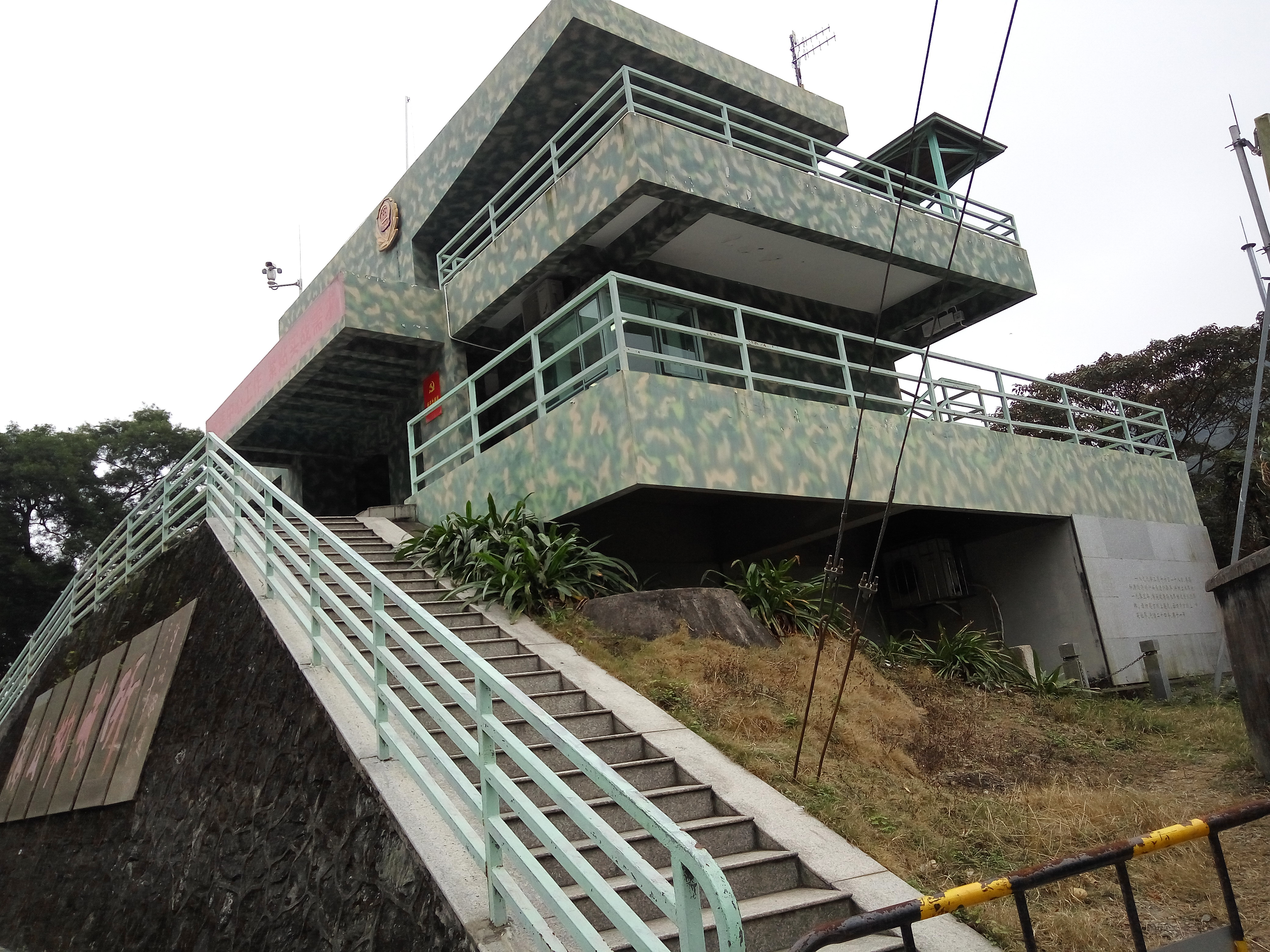
位于盘山公路制高点的伯公坳哨所
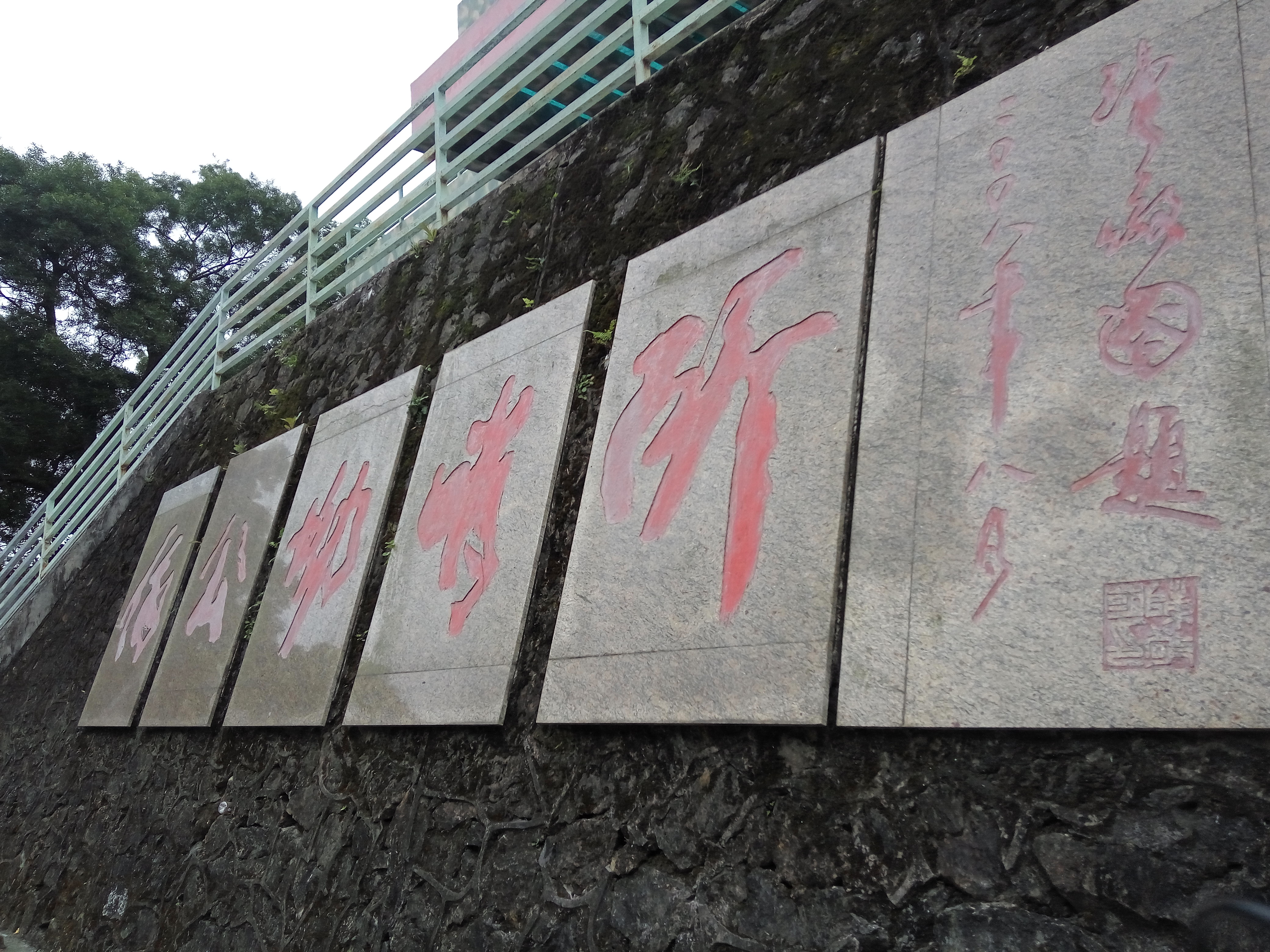
伯公坳哨所题字